# Copypasta
Copypasta, nel gergo di Internet, è un blocco di testo che viene copiato e incollato sulla rete da singoli utenti e diffuso attraverso forum online e siti di social network. Il termine deriva da "copypaste", un'abbreviazione di "copy and paste", ossia "copia-incolla", dato che questi contenuti venivano diffusi in Rete dagli utenti stessi che copiavano e incollavano il messaggio. È stato utilizzato per la prima volta sui gruppi Usenet nel 2006, e su Urban Dictionary il 20 aprile 2006.
Un tipo particolare è il creepypasta, che ha ad oggetto tematiche horror.